# Sint-Martinuskerk (Peutie)

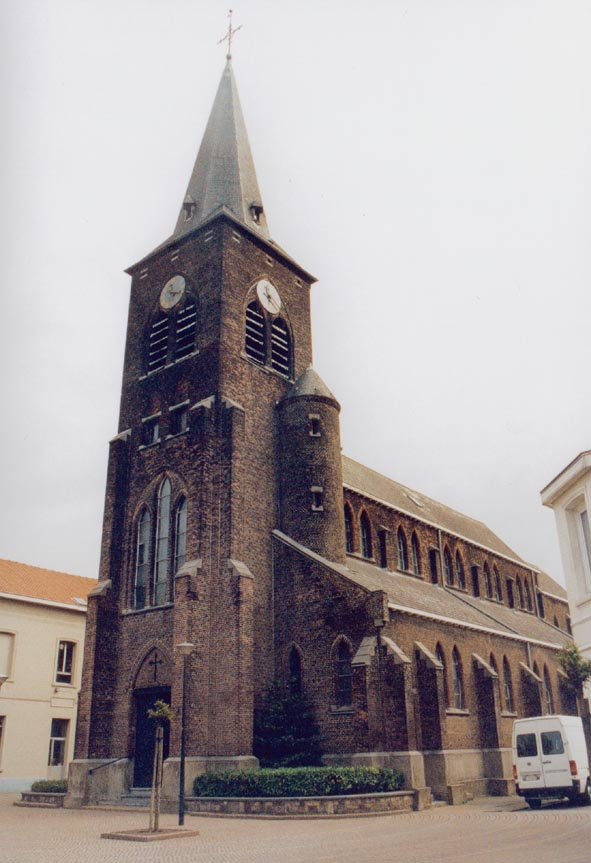
Sint-Martinuskerk

De Sint-Martinuskerk is de parochiekerk van de tot de Vlaams-Brabantse gemeente Vilvoorde behorende plaats Peutie, gelegen aan de Kerkstraat.

## Geschiedenis
Vermoedelijk werd de parochie gesticht in de 2e helft van de 11e eeuw. Gedurende de 12e eeuw zou de oorspronkelijke houten kerk zijn vervangen door een romaans stenen bouwwerk. Tijdens de godsdiensttwisten werd deze kerk geheel verwoest. Van 1626-1629 werd een nieuwe kerk gebouwd in zandsteen. Het betrof een kleine eenbeukige kerk met ingebouwde westtoren en driezijdig afgesloten koor.
Mede door bevolkingstoename ontstond de behoefte aan een nieuwe kerk. In 1900 werd de oude kerk gesloopt en van 1900-1901 werd de nieuwe kerk gebouwd naar ontwerp van Alexander Sluys.
In 1732 werd het koor verhoogd en omstreeks 1834 werd een nieuw portaal gebouwd.

## Gebouw
Het betreft een driebeukig georiënteerd bakstenen basilicaal kerkgebouw in neogotische stijl. Het heeft een vlak afgesloten koor en een halfingebouwde toren die drie geledingen kent en geflankeerd wordt door een halfronde traptoren.

## Interieur
Het interieur wordt overkluisd door kruisribgewelven.
De kerk bezit een schilderij van Gaspard de Crayer, voorstellende Koningin Clotildis van Frankrijk bij de Heilige Leonardus. Aan David Teniers III wordt het schilderij De zeven werken van barmhartigheid toegeschreven (omstreeks 1660). Ook is er een portretbuste van Philippus de Baudequin de Peuthy, die stierf in 1711. Verder zijn er nog enkele 18e- en 19e-eeuwse schilderijen.
Uit de 2e helft van de 16e eeuw zijn enkele gepolychromeerde houten beelden: Sint-Lucia en Onze-Lieve-Vrouw. Uit de 17e eeuw zijn beelden van Sint-Jozef met Kind en van Sint-Leonardus, eveneens in gepolychromeerd hout. Uit 1733 is een gepolychromeerd houten Sint-Martinusbeeld door Petrus Sterck.
De altaren zijn uit het begin van de 20e eeuw. De biechtstoelen zijn uit de 2e helft van de 17e eeuw. Ook uit de 17e eeuw is het zwartgranieten doopvont. Er is een obiitbord van 1756 en er zijn enkele 17e- en 18e-eeuwse grafstenen van leden van de familie de Baudequin welke heren van Peutie waren.